# Clave de sol (telenovela)
Clave de sol é uma telenovela argentina produzida pela Pol-ka Producciones e exibida pelo Canal 13 entre 2 de fevereiro de 1987 e 22 de fevereiro de 1991.

## Elenco
- Leonardo Sbaraglia - Diego
- Claudia de la Calle - Gaby
- Pablo Rago - Lucho
- Cecilia Dopazo - Julieta
- Emiliano Kaczka - Rolo
- Guido Kaczka - Quique
- Ana María Casó - Teresa
- Claudia Lapacó - Claudia
- Elda Dessel - Ana
- Horacio Dener - Pedro
- Rubén Green - Ernesto
- Silvia Merlino - Clara